# Asociación Deportiva Santa Bárbara
La Asociación Deportiva Santa Bárbara fue un club de fútbol de la ciudad de Santa Bárbara en la provincia Heredia. Fue fundado el 3 de enero de 1943. La franquicia fue vendida en el 2004 y se convirtió en lo que hoy en día es el Puntarenas Fútbol Club.

## Historia
Logró el ascenso desde la segunda categoría en 1997 y quedándose en la división de honor hasta el 2004 cuando su franquicia fue vendida, convirtiéndose en lo que conocemos hoy como el Puntarenas FC; nunca descendió a la segunda división.
Fue el tercer equipo de la provincia de Heredia en llegar a la primera división; no obstante y tras su paso ininterrumpido en la categoría mayor jamás logró un título, pero sí conquistó uno de Tercera División de Costa Rica en 1976, otro de Segunda División B de ANAFA en la temporada 1993-94 y el de segunda división en 1997 en una recordada final ante Limón.
En su paso por los estadios más importantes del país dio a conocer varias figuras que con el tiempo aportaron en otros clubes, jugadores de la cantera que lograron consolidar un nombre en Santa Bárbara, futbolistas como Minor Díaz, Keneth Vargas y Andrés Núñez y otros que aunque no salieron de las ligas menores del club lograron a base de goles catapultarse a otros equipos como Víctor Núñez y los argentinos Pablo Gabas y Gustavo Martínez.
Como institución deportiva nació un 3 de enero de 1943 y llegó al cierre de su ciclo en las canchas del país tras vender la franquicia a los dueños de lo que sería a partir del 2004 el Puntarenas FC (club que ya obtuvo un título centroamericano y dos subtítulos nacionales). La venta fue producto según argumentaron en aquel tiempo los dueños del club a la poca participación de la comunidad con respecto al cuadro del cantón florense.
Luego de este suceso un presidente que residía en esta misma ciudad llamado Marvin Vargas Marín (primo de Andrés Núñez) adquirió los derechos del club en el año 2006, el equipo subió a segunda división luego de quedar campeón en tercera división en su año de “fundación” y por alguna razón desconocida se deshizo a finales del 2007, esto es lo último que se sabe sobre este club.
El mejor rendimiento en si historial en la primera lo consiguió durante la temporada 1998-99 cuando logró un 47% de los puntos disputados; quedó a solo ocho encuentros de los 300 en partidos de campeonato de la máxima categoría y a solo cinco goles de los 400.

### Datos estadísticos
Debut en Primera: 17 de agosto de 1997. 
Santa Bárbara 2 - 1 San Carlos
Registro en primera: 292 juegos; 82 triunfos, 92 empates, 118 derrotas; 395 goles anotados y 466 recibidos
Goleador histórico: Kénneth Vargas, 35 goles

## Jugadores

### Jugadores destacados
| - Kenneth Vargas - Alexander Jara - Christian Graham - Gustavo Martínez - Eddy Arias - Pablo Gabas - William Sunsing | - Olman Oviedo - Alejandro Sequeira - Víctor Núñez - Andrés Núñez - Minor Díaz - Pablo Tiscornia | - Javier Delgado - Reyner Robinson - Athim Rooper - Mauricio Alpizar - Max Sánchez. |